# Willempolder (Noord-Beveland)
De Willempolder was een polder en een waterschap in de gemeenten Wissenkerke en Kortgene op Noord-Beveland, in de Nederlandse provincie Zeeland.
Het octrooi ter bedijking werd in 1770 verleend en de polder was in 1771 een feit. De polder werd genoemd naar stadhouder Willem V, die ook mede-eigenaar was van de polder.
Sedert de oprichting van het afwateringswaterschap Willempolder c.a. in Noord-Beveland in 1870 was de polder hierbij aangesloten.
Op 1 februari 1953 overstroomde de polder. De polder viel op 25 februari weer droog. Ook in 1808 en 1883 was de polder al eens overstroomd.